# Александровка (Жирновский район)
Алекса́ндровка — село Жирновского района Волгоградской области, административный центр Александровского сельского поселения.

## История
В 7 вер. за ст. Куракиным находится ст. Александровка (57 вер. от Орла). На станции этой грузится до 550 тыс. пуд., в том числе до 340 тыс. пуд. хлеба.

Село Александровка было заново отстроено после пожара в сентябре 2010 года.

## Население

### Герб
В червленом поле золотое стропило, сопровождаемое в оконечности злотым букетом, составленным из пшеничного колоса в столб и лесной флоры по сторонам в пояс поверх стропила. В золотой главе — червленое пламя. Щит увенчан муниципальной короной установленного образца.
Утвержден Решением Совета Александровского сельского поселения Жирновского муниципального района Волгоградской области (#27/103-С) от 25 октября 2007 года.
Автор современного герба Владислав Коваль.